# 伊犁路駅
伊犁路駅（いりろえき）は中華人民共和国上海市長寧区に位置する上海軌道交通10号線の駅である。計画時の名称は古北路駅であった。

## 歴史
- 2010年4月10日：開業[1]。

## 駅構造
島式ホーム1面2線を有する地下駅。

### のりば
| 番線 | 路線     | 行先                   |
| ---- | -------- | ---------------------- |
| 1    | ■ 10号線 | 虹橋火車站・航中路方面 |
| 2    | ■ 10号線 | 基隆路方面             |

（出典：上海地下鉄:站层图）

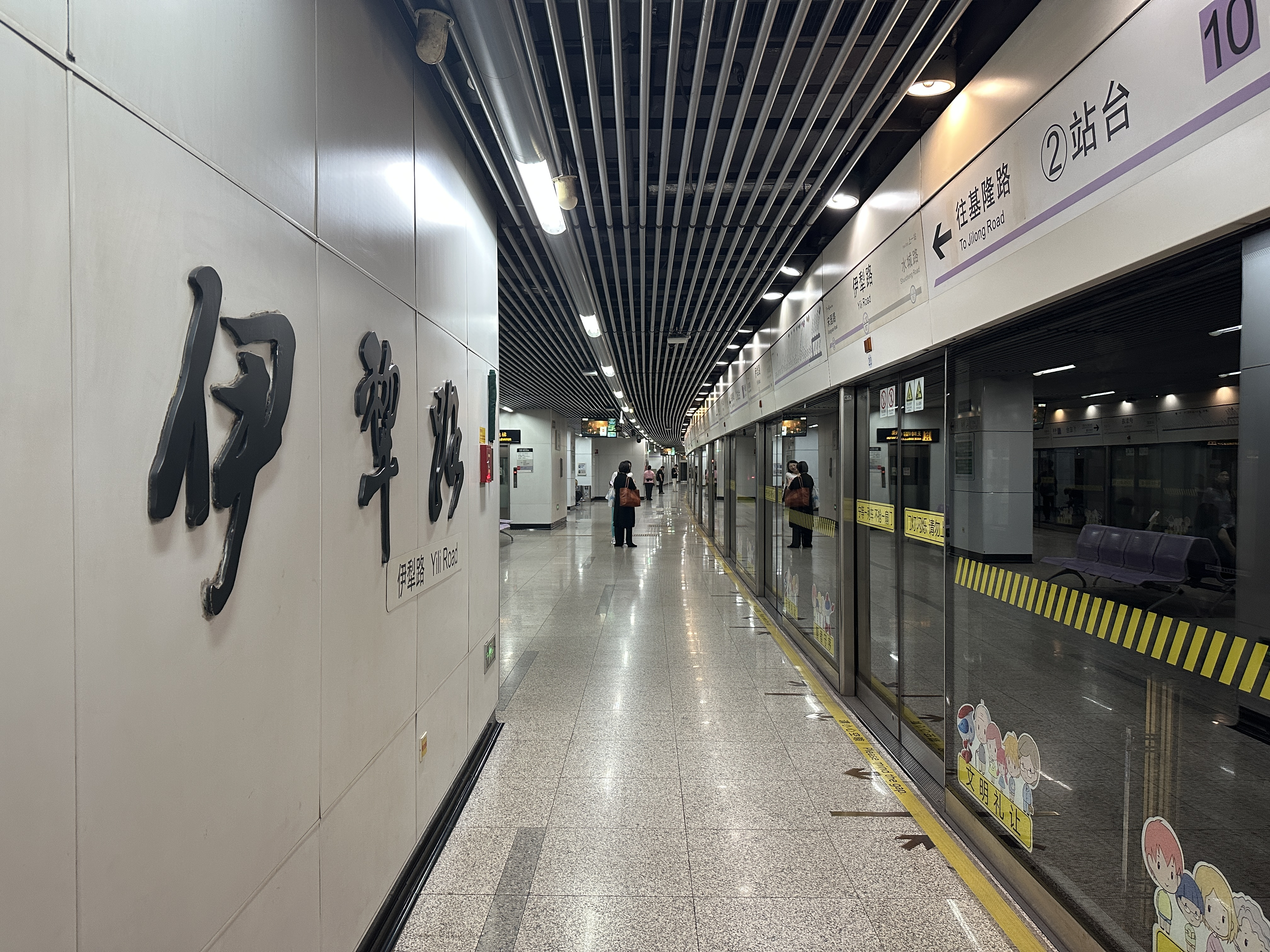
ホーム
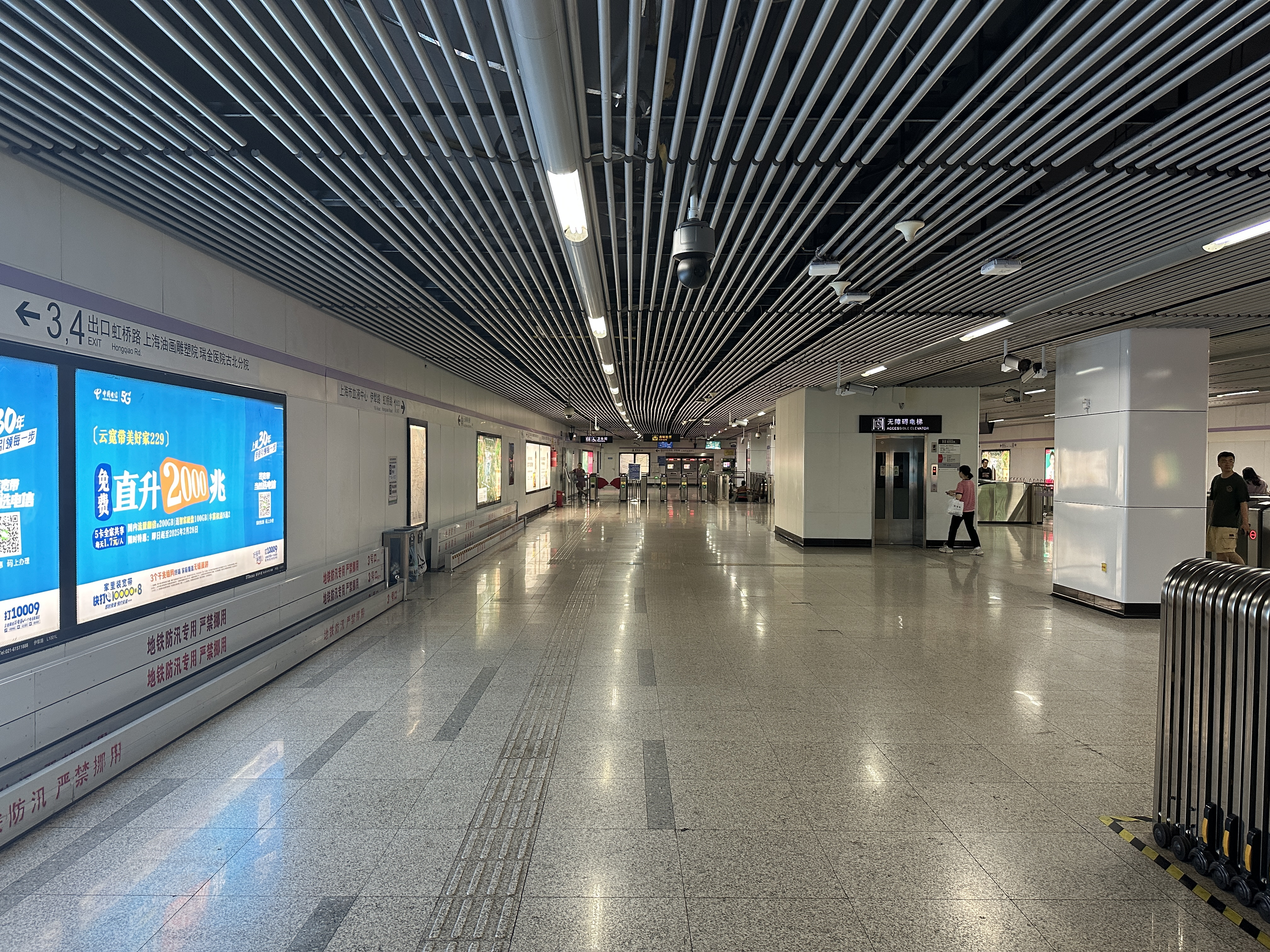
コンコース

## 駅周辺
- 新虹橋中心花園（中国語版）
- 古北SOHO
- 程十発美術館（中国語版）
- 古北国際財富中心2期
  - 上海髙島屋 - 3番出入口直結
- 上海市眼科医院
- 古北湾ホテル
- 古北国際財富中心1期
- 民航上海医院
- 古北国際花园

## 隣の駅
上海軌道交通
■ 10号線
水城路駅 - 伊犁路駅 - 宋園路駅